# Cucina di Santa Catarina

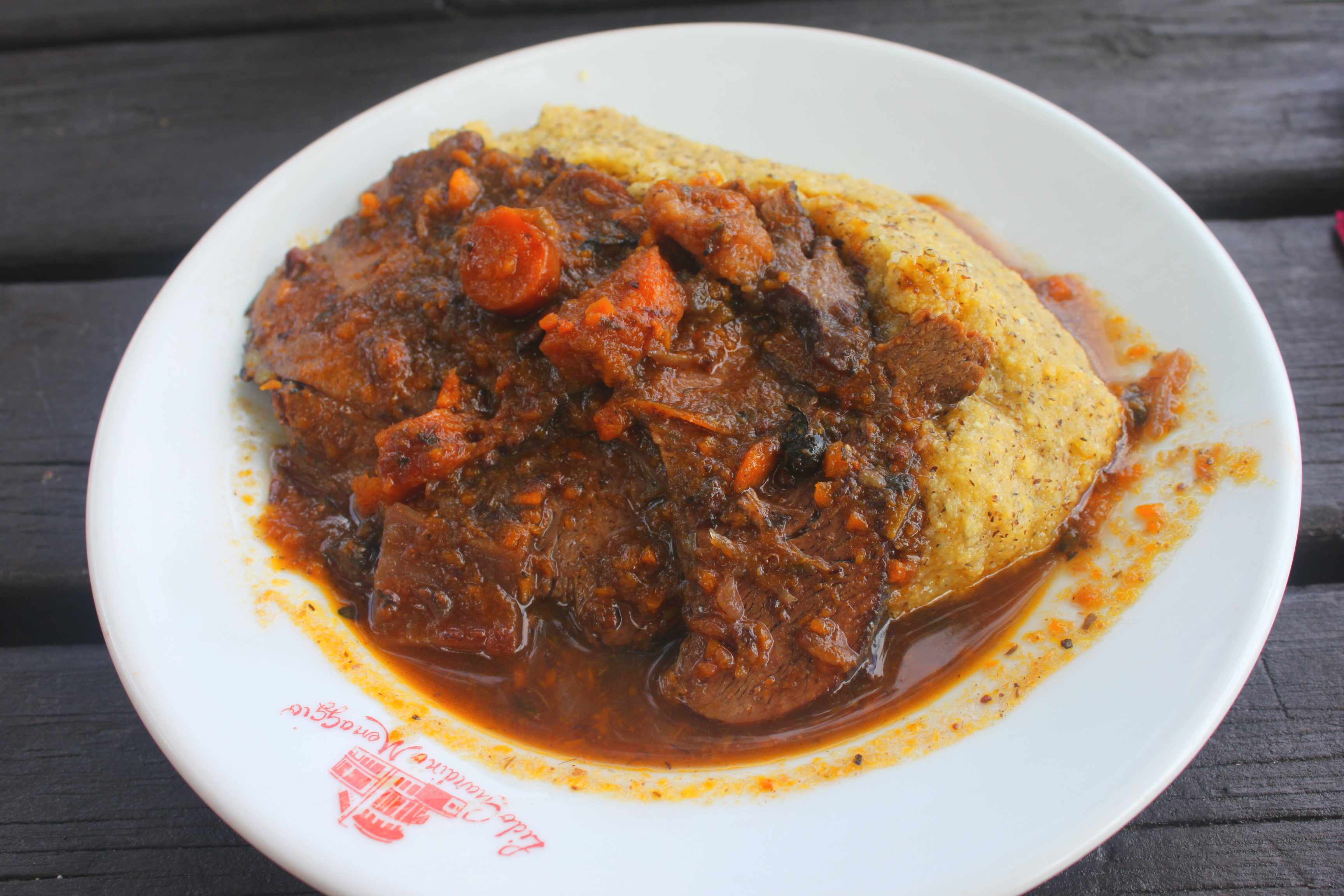
Polenta con carne

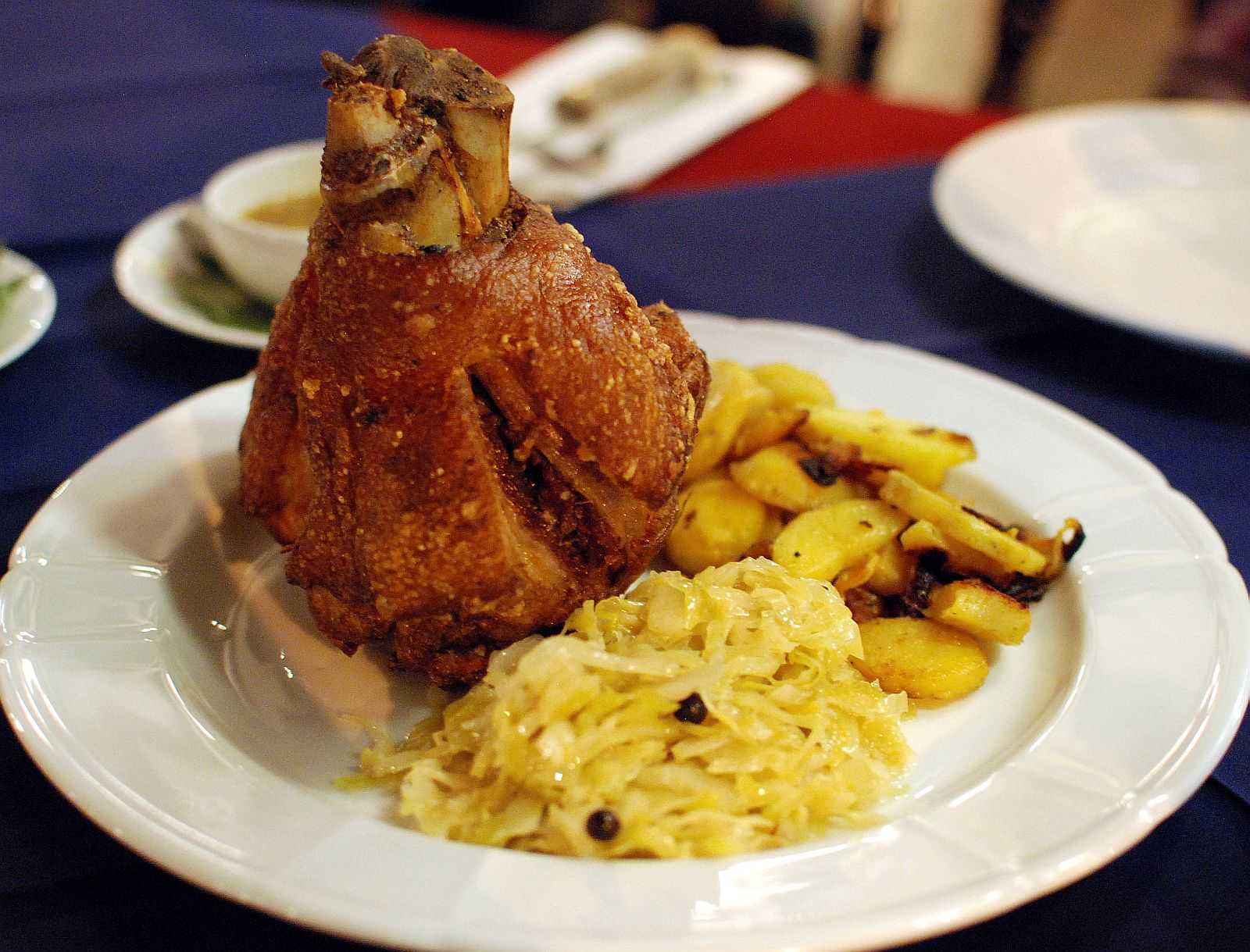
Stinco di maiale

La cucina di Santa Catarina è la cucina dello stato di Santa Catarina in Brasile, è molto diversificata a causa della forte influenza dei popoli europei: italiani, tedeschi, polacchi, ucraini, portoghese e azzorresi.
In quasi tutto lo stato si mangiano piatti come agnolini, lasagne, patate con pane, salame, torte, polenta, radici, pane fatto in casa, formaggio coloniale, Frango à passarinho, gallina con salsa, quaglia, ecc